# 特亮县
特亮县，中国古县名。
唐朝武德四年（621年）置，治所在今广东省信宜市西北。属窦州。北宋开宝（968年—976年）中，废入信义县。 